# Le avventure di Mark Twain
Le Avventure di Mark Twain (The Adventures of Mark Twain) è un film di animazione del 1985 diretto da Will Vinton.
La pellicola è stata girata interamente in claymation.

## Trama
Il film narra una versione fantastica degli ultimi giorni della vita di Mark Twain, mentre egli cerca di raggiungere il suo appuntamento con la Cometa di Halley.
Appaiono numerosi sketch tratti da romanzi o racconti dello scrittore, come Le avventure di Tom Sawyer e Lo straniero misterioso, a tratti inquietanti. Ad accompagnare Mark Twain ci saranno il suo personaggio più famoso, Tom Sawyer, Huckleberry Finn e Becky Thatcher.

## Distribuzione
Il film è stato distribuito limitatamente nelle sale cinematografiche nel mese di maggio 1985. In Italia è stato trasmesso direttamente in televisione il pomeriggio di Natale del 1987 su Telemontecarlo.

### Edizioni home video
In America è stato distribuito in DVD nel gennaio 2006 e nuovamente nel 2012, per la collector's edition, in DVD e Blu-Ray. In Italia è stato distribuito in VHS nel 2000 dalla Avo Film.

## Accoglienza

### Critica
Secondo l'aggregatore di recensioni Rotten Tomatoes, il film ha ottenuto un indice di apprezzamento del 80% e un voto di 7 su 10 sulla base di 5 recensioni.